# You Are So Beautiful (musikalbum)
You Are So Beautiful är ett musikalbum från 1999 med den danska jazzsångerskan Katrine Madsen. På två av spåren sjunger hon duett med Svante Thuresson.

## Låtlista
1. Early in the Autumn (Katrine Madsen/Helle Hansen) – 5'09
2. You Are So Beautiful to Me (Billy Preston/Bruce Fisher/Dennis Wilson) – 4'34
3. When Nightbirds Sing (Katrine Madsen) – 5'34
4. You Must Believe in Spring (Michel Legrand/Jacques Demy/Alan Bergman/Marilyn Bergman) – 5'30
5. They Can't Take That Away from Me (George Gershwin/Ira Gershwin) – 3'36
6. I Lost Myself to You (Katrine Madsen) – 5'19
7. Let There Be Love (Lionel Rand/Ian Grant) – 4'15
8. Shadow Woman (Arthur Hamilton) – 5'49
9. Isn't It a Pity (George Gershwin/Ira Gershwin) – 2'56
10. Let Me Love You (Bart Howard) – 3'09
11. Speak Low (Kurt Weill/Ogden Nash) – 5'37
12. Everything Must Change (Bernard Ighner) – 4'42

## Medverkande
- Katrine Madsen – sång
- Svante Thuresson – sång (spår 3 och 7)
- Carsten Dahl – piano
- Jesper Bodilsen – bas
- Ed Thigpen – trummor